# Gunnar Røpke
Gunnar Røpke (* im 20. Jahrhundert) ist ein ehemaliger dänischer Radrennfahrer.

## Sportliche Laufbahn
Røpke war im Straßenradsport aktiv. In der Internationalen Friedensfahrt war er dreimal am Start. 1950 wurde er 34., 1951 44. und 1952 19. der Gesamtwertung.
1950 wurde er im dänischen Rudersdalløbet Zweiter hinter Helge Hansen und Vize-Meister im Einzelzeitfahren.